# Marcin Smoliński
Marcin Smoliński (Varsavia, 5 aprile 1985) è un calciatore polacco, centrocampista dell'Huragan Wołomin.

## Carriera
Nel 2006 è andato in prestito all'Odra. Nel 2009 è andato in prestito al Łódzki Klub Sportowy e un anno dopo è stato comprato dalla stessa squadra.